# Jekatierina Szumiłowa
Jekatierina Jewgienijewna Szumiłowa (rus. Екатерина Евгеньевна Шумилова; ur. 25 października 1986 w Solikamsku) – rosyjska biathlonistka. Dwukrotna mistrzyni Europy oraz brązowa medalistka mistrzostw Europy. Brązowa medalistka mistrzostw świata juniorów w Presque Isle.

## Osiągnięcia

### Igrzyska olimpijskie
| Rok  | Miejscowość | Konkurencje | Konkurencje | Konkurencje | Konkurencje | Konkurencje | Konkurencje | Konkurencje |
| Rok  | Miejscowość | IN          | SP          | PU          | MS          | RL          | MR          | SR          |
| ---- | ----------- | ----------- | ----------- | ----------- | ----------- | ----------- | ----------- | ----------- |
| 2014 | Soczi       | –           | 60.         | 47.         | –           | DSQ         | –           | –           |

### Mistrzostwa świata
| Rok  | Miejscowość          | Konkurencje | Konkurencje | Konkurencje | Konkurencje | Konkurencje | Konkurencje | Konkurencje |
| Rok  | Miejscowość          | IN          | SP          | PU          | MS          | RL          | MR          | SR          |
| ---- | -------------------- | ----------- | ----------- | ----------- | ----------- | ----------- | ----------- | ----------- |
| 2013 | Nové Město na Moravě | –           | 15.         | 29.         | 29.         | 4.          | –           | –           |
| 2015 | Kontiolahti          | –           | 6.          | 4.          | 10.         | 4.          | –           | –           |
| 2016 | Oslo                 | 35.         | –           | –           | –           | –           | 7.          | –           |

### Mistrzostwa świata juniorów
| 2006 Presque Isle (USA) | 21. miejsce (IN), 11. miejsce (SP), 5. miejsce (PU), 3. miejsce (RL) |
| 2007 Martello (Włochy)  | 7. miejsce (IN), 11. miejsce (SP0, 8. miejsce (PU)                   |

### Mistrzostwa Europy
| 2006 Langdorf-Arberse (Niemcy) | 12. miejsce (IN), 2. miejsce (RL)                                  |
| 2007 Bansko (Bułgaria)         | 1. miejsce (IN), 9. miejsce (SP), 8. miejsce (PU), 1. miejsce (RL) |
| 2010 Otepää (Estonia)          | 5. miejsce (SP), 3. miejsce (PU), 3. miejsce (RL)                  |

### Puchar Świata

#### Miejsca w klasyfikacji generalnej
| Sezon     | Miejsce |
| --------- | ------- |
| 2011/2012 | 63.     |
| 2012/2013 | 31.     |
| 2013/2014 | 36.     |
| 2014/2015 | 26.     |
| 2015/2016 | 42.     |
| 2016/2017 | 72.     |